# Medaglia commemorativa della 9ª Armata
La medaglia commemorativa della 9ª Armata fu una medaglia non ufficiale realizzata per iniziativa privata, rivolta a tutti coloro che avessero militato nella 9ª Armata dell'esercito italiano durante la Seconda guerra mondiale.

## Insegne
- La  medaglia era costituita un disco di metallo (bronzo o argento) riportante sul diritto uno scenario jugoslavo attorniato da una corona d'alloro culminante nella corona reale. Sotto lo scenario si trova la scritta "9ª ARMATA" con fascio littorio e due nodi di Savoia. Attorno al disco cerntrale si trova una legenda che riporta "CAMPAGNA DI GRECIA E JUGOSLAVIA 28 OTTOBRE 1940 - 23 APRILE 1941 - XIX". Il retro rappresentava in centro l'aquila bicefala albanese sormontata dalla corona reale tradizionale entro una corona di nodi di Savoia. Attorno sta la scritta "MIK ME KRYE ME BESË E BURRNI" e sotto la traduzione in italiano "AMICO FINO AL SACRIFICIO CON FEDE E CORAGGIO".
- Il  nastro era costituito da fasce colorate alternate: al centro il tricolore, attorniato da una striscia blu per parte e poi da una striscia rossa su un lato e arancio sull'altro.